# جم سلطان
جَم سلطان (بالتركية: Cem Sultan)‏ (864 - 900 هـ / 1459 - 1495م) هو أمير عثماني ابن السلطان محمد الفاتح، المعروف عند الفرنجة باسم «زيزيم - Zizim».
بعد موت السلطان محمد الفاتح تنازع ابناه «جم» و«بايزيد» على العرش. ولكن الغلبة كانت من نصيب بايزيد (الثاني)، ففر جم إلى مصر حيث احتمى بسلطان المماليك «قايتباي»، ثم إلى جزيرة رودس حيث حاول أن يتعاون مع فرسان القديس يوحنا والدول الغربية ضد أخيه، لكن بايزيد استطاع إقناع دولة الفرسان بإبقاء الأمير جم على الجزيرة مقابل مبلغ من المال، وتعهد بأن لا يمس جزيرتهم طيلة فترة حكمه، فوافقوا على ذلك، لكنهم عادوا وسلموا الأمير إلى البابا «إنوسنت الثامن» كحل وسط، وعند وفاة البابا قام خليفته بدس السم للأمير جم بعد أن أجبره الفرنسيون على تسليمهم إياه، فتوفي في مدينة ناپولي، ونقل جثمانه فيما بعد إلى بورصة ودُفن فيها.

## أسرته

### زوجته
- جول شيرين خاتون[1]

### أولاده
- شهزاده  مراد بن جم سلطان (قتل على يد سليمان القانوني، رودس، ديسمبر 1522)، متزوج ولديه ابنتان[2]
- شهزاده أوغوز خان بن جم سلطان (قتله بايزيد الثاني، إسطنبول، 1482)[3]

### بناته
- جوهر المُلك سلطان تزوجت أولاً عام 1496 من سلطان الناصر محمد بن قايتباي، وتزوجت ثانيًا عام 1503 من سنان باشا بيليربك الأناضول.[4]
- عائشة سلطان[5] تزوجت عام 1503 من محمد بك، ابن سنان باشا، سنجق بكي من يوانينا[4]

## صراعه مع أخيه السلطان بايزيد الثاني على السُلطة
كان بايزيد أكبر أولاد السلطان محمد الفاتح، وقد دربه أبوه على الحكم فحكم في عهد أبيه مقاطعة أماسيا.
وكان الولد الثاني للسلطان محمد الفاتح يُدعى (جِم)، ويحكم مقاطعة القرمان، وكان الأمير بايزيد هو الذي سيتولى السلطنة بعد وفاة أبيه، وكلا الوالدين كان بعيداً عن اسطنبول.
وكانت رغبة الصدر الأعظم قرماني محمد باشا في تولية الأمير جم، لذا فقد أرسل من يخبره بوفاة والده كي يأتي وربما استطاع تسلم الأمر، غير أن حاكم الأناضول سنان باشا أدرك اللعبة فقتل رسول الصدر الأعظم إلى الأمير جم قبل أن ينقل له الخبر، وكانت رغبة الجنود الأنكشارية وعطافتهم مع الأمير بايزيد، فلما أخبروا بما فعل الصدر الأعظم قاموا عليه وقتلوه ونهبوا المدينة، وأقاموا (كركود) نائباً عن أبيه حتى يصل إلى عاصمته.
وصل الأمير بايزيد فاستقبله الانكشاريون، وطلبوا منه العفو على ما فعلوا كما طلبوا منه طلبات نفذها لهم كلها، وبويع بايزيد سلطاناً، وتسلم الأمر، ومع أنه كان مُحباً للسلم وللاشتغال بالعلم إلا أن أحوال البلد اقتضت أن يترك ما عرف ويتسلم الأمر بشدة.
عندما وصل خبر وفاة السلطان محمد الفاتح إلى ابنه جم سار إلى بورصة حيث التف حول كثير من مؤيديه حتى صار له جيش عظيم وأخذ في شن الغارات وفتح القلاع فجهز السلطان عليه جيشاً تحت قيادة إياس باشا إلا أنه هزم هذه الجيش وأسر قائده وكثيراً من ضباطه. 
ثم تقدم جم بجيشه وفتح بروسة واستقبلته سكانها بالترحاب وسلموه المدينة وبعد أن رتب أمورها استولى على البلاد المجاورة لها وكوّن من ذلك مملكة خطب له فيها على المنابر ورتب له وزراء وقواداً ولما علم السلطان بذلك خاف سوء العقبى واحتال وزراؤه لذلك بحيلة وهي أنهم اجتهدوا في استمالة مدير الأمير جم المدعو لالايعقوب ووعدوه ومنوه فنجحوا في قصدهم وبانحياز المدير المذكور ضعفت عساكر السلطان جم.
بدأ جم بدعوة أخاه السلطان بايزيد لتقسيم البلاد بينهما بحيث يستقل جم بآسيا، ويستقبل بايزيد بأوربا، فلم يوافقه السلطان وحاربه، ودخل بايزيد إلى بورصة ففر جم، والتجأ إلى المماليك عام 886 حيث بقي عاماً كاملاً عند السلطان قايتباي في القاهرة، وبعدها انتقل إلى حلب، وبدأ يراسل الأمير قاسم حفيد أمراء القرمان، ووعده بإعادة إمارة القرمان إن تمكن الأمير جم أن يحكم الدولة العثمانية، فسارا معاً للهجوم على قونية لكنهما فشلا فشلاً ذريعاً. وحاول الأمير جم المصالحة مع أخيه السلطان أن يعطيه مقاطعة، فرفض ذلك السلطان حيث فهم تقسيم الدولة، وانطلق الأمير جم إلى رهبان جزيرة رودوس فاستقبلوه، غير أن السلطان اتصل بهم، وطلب منهم إبقاء الأمير جم عندهم تحت الإقامة الجبرية مقابل دفع مبلغ من المال من السلطان للرهبان، وعدم التعرض للجزيرة ما دام حياً فوافق الرهبان على ذلك، ورفضوا تسليمه إلى ملك المجر، ثم رفضوا تسليمه إلى إمبراطور ألمانيا ليتخذوه سيفاً يقاتلون به الدولة العثمانية، ولكنه سلم بعدئذ إلى فرنسا، ومنها إلى البابا، والمهم أنه مات عام 900 وهو بهذه الصورة وقد استراح منه السلطان سواء أكان تحت الإقامة الجبرية أم عندما فارق الحياة.

## ديوانه ومؤلفاته
له ديوانان: تركي وفارسي.

## وفاته
في عام 1494، غزا تشارلز الثامن إيطاليا للاستيلاء على مملكة نابولي، وأعلن حملة صليبية ضد الأتراك. أجبر البابا إسكندر السادس على تسليم جم، الذي غادر روما مع الجيش الفرنسي في 28 يناير 1495. توفي الأمير في نابولي في 24 فبراير. تنسب بعض الروايات وفاته بسبب السم، لكنه على الأرجح أصيب بالتهاب رئوي.
توفي جِم في كابوا، بينما كان في رحلة عسكرية لغزو نابولي تحت قيادة الملك شارل الثامن ملك فرنسا. أعلن السلطان بايزيد الحداد الوطني لمدة ثلاثة أيام. كما طلب الحصول على جثة جم لإقامة جنازة، ولكن لم يتم جلب جثمانه إلى الأراضي العثمانية إلا بعد أربع سنوات من وفاة جم بسبب محاولات الحصول على المزيد من الذهب لجثة جم. ودُفن في بورصة.